# Camperdowni csata
A camperdowni csata 1797. október 11-én zajlott le, a brit haditengerészet döntő győzelmet aratott az Északi-tengeren a holland flotta fölött a francia forradalmi háborúk idején. A brit flotta Duncan admirális vezetésével legyőzte a de Winter admirális irányította a holland hajóhadat Camperduin falu mellett, északnyugatra Alkmaartól.

## Előzmények
1797-ben, Duncan teljesen blokád alá vonta a holland flottát Den Heldernél és Texelnél. A holland flotta feladata lett volna, hogy fedezze a francia csapatok invázióját Írországba, hogy támogassák a tervezett lázadást, és hogy partra tegyenek Skóciában mintegy 50 000 katonát, elfoglalják Közép-Skóciát, segítve a skótok lázadását. A hosszú várakozás a kikötőkben kimerítette az angolokat, a hajók utánpótlása akadozott, a harci morál csökkent. A hollandok tudatában voltak annak, hogy néhány hete Duncannak csak négy hajója tartja fenn a blokádot, mert lázadás tört ki. Szeptemberben a lázadás főkolomposait felakasztották, és a tengerészek ismét engedelmeskedtek a parancsnoknak.
Szeptember végén a hollandok letettek a tervezett invázióról. A brit admiralitás tudomást szerzett erről, és utasította Duncant, hogy hajórajával térjen vissza Yarmouth-ba felújításra. A hollandok megragadták az alkalmat, hogy kijussanak az Északi-tengerre azzal a szándékkal, hogy saját legénységükkel segítsék a lázadókat, és lehetőleg szigeteljék el a brit hajókat. A britek riasztották a Black Joke kuttert és a Speculator vitorlást, hogy találkozzanak Texelnél, és várták, hogy a hollandok visszatérjenek a kikötőbe.

## A csata
A két flotta 18 mérföldre a holland partoktól találkozott egymással. A britek 24 hajója délkeletről, a hollandok 25 hajója egyszerű vonalban északkeletről állt fel. A britek két csatasorban támadtak, mintegy előre vetítve a nyolc évvel későbbi trafalgari csatát. Duncan vezette a keleti főerőt a Venerable-val, Richard Onslow altengernagy a Monarch-on közeledett nyugatról. Az angolok sietve támadtak, hogy megakadályozzák a holland hajókat abban, hogy elérjék a tengerparti sekély vizek védelmét. Duncan felhúzatta az „általános vadászat” jelzését, hogy minden hajó vegyen részt a támadásban.
A Venerable áttörte a holland vonalat, és de Winter zászlóshajóját, a Vrijheidet kezdte lőni a szél alatti oldalon. A legtöbb angol hajó követte példáját, áttört a holland hajók vonalán, és mind a két flotta harcba bocsátkozott. Több holland hajónak sikerült elmenekülnie kelet felé, de a britek tizenegy hajót elfoglaltak, köztük a holland zászlóshajót is. A brit hajók is súlyos veszteségeket szenvedtek.
A csatában a britek a kiképzésben és fegyverzetben egyaránt fölényben voltak és nagyobb hajókkal is rendelkeztek. Előnyük a carronade-okban, a rövid hatótávolságú, ugyanakkor nagy gyújtóhatású ágyúkban mutatkozott meg. De Winter admirális, amikor tudomást szerzett arról, hogy zászlóshajóján a legénység több mint fele elesett vagy megsebesült, felhúzatta a megadás jelét. Megpróbálta átadni kardját Duncan admirálisnak, de az nem fogadta el, hanem kezet rázott vele. Mind a két tábornok magas növésű ember volt (Duncan a jelentések szerint hat láb, négy hüvelyk). De Winter később megjegyezte: „Kész csoda, hogy két ilyen hatalmas céltárgy, mint Duncan admirális és én, megmenekültünk a vérontásból.”

## Következmények
A csata eredményeként a franciák első expedíciója nem érkezhetett meg 1798-ban Írországba, így az ír felkelés sorsa megpecsételődött.

## A haderők

### Az angol flotta
- Első csoport: Lancaster (64 ágyú), Isis (50 ágyú), Belliqueux (64 ágyú), Bedford (74 ágyú), Ardent (64 ágyú), Venerable (74 ágyú) zászlóshajó, Triumph (74 ágyú), Circe (28 ágyú).
- Második csoport: Beaulieu (40 ágyú), Agincourt (64 ágyú), Adamant (50 ágyú), Veteran (64 ágyú), Monarch (74 ágyú) (Onslow altengernagy), Powerful (74 ágyú), Director 64 ágyú (William Bligh kap.), Monmouth (64 ágyú), Russell (74 ágyú), Montagu (74 ágyú).
- Egyéb: Martin (naszád) (Charles Paget altengernagy), Rose (kutter), King George (kutter), Active (kutter), Diligent (kutter), Speculator (kétárbócos).

### A holland flotta
- Sorhajók:

Gelijkheid (64/68 ágyú) aBelliqueux és a Lancaster foglalta el 15.10p-kor, Beschermer 50/56 ágyú, Hercules 64 ágyú, kigyulladt, elfoglalva, Admiraal (Tjerk Hiddes) De Vries (64/68 ágyú)- az Isis 15.00-kor elfogta, Vrijheid (74 ágyú) (zászlóshajó) - 15.15-kor megadta magát, Staten-Generaal (74 ágyú), Wassenaar (64 ágyú)- a Powerful és a Veteran 14.00-kor elfoglalta, Batavier (50/56 ágyú), Brutus 74 ágyú, Leyden (64/68 ágyú), Mars (44 ágyú), Cerberus (64/68 ágyú), Jupiter (74/72 ágyú) (Reyntjes altengernagy) - Russellfoglalta el 13.45-kor, Monnikendam (40/44 ágyú)- 14.00 megadta magát, hajótörést szenvedett, Haarlem (64/68 ágyú) - az Adamant 13.15-kor elfogta, Alkmaar (50/56/52? ágyú) - 14.30-kor kapitulált, Delft (50/54/60 ágyú) - 14.15-kor kapitulált, október 15-én elsüllyedt.
- kisebb hajók:

Embuscade 32 ágyú - elfoglalták, majd később sikerült visszafoglalni, Heldin 32 ágyú, Minerva 24 ágyú (korvett), Waakzaamheid 24 ágyú (korvett), Ajax 18 ágyú (brig), Atalanta 18 ágyú (brig-korvett), Daphne 18 ágyú (brig-korvett),Galathée 18 ágyú (brig-korvett), Haasje 6 ágyú (futárhajó ?).

## Fordítás
- Ez a szócikk részben vagy egészben  a   Battle of Camperdown című angol Wikipédia-szócikk fordításán alapul.  Az eredeti cikk szerkesztőit annak laptörténete sorolja fel. Ez a jelzés csupán a megfogalmazás eredetét és a szerzői jogokat jelzi, nem szolgál a cikkben szereplő információk forrásmegjelöléseként.